# 鈴木氏
鈴木氏（すずきし）は、日本の氏族で、代表的な名字のひとつ。祭礼の際に祭られる稲穂や神社の本坪鈴に由来した神職の姓氏とされる。
鈴木姓を称する一族の出自は穂積氏流のほか、桓武平氏北条氏流、同千葉氏流、清和源氏仁科氏流、同松平氏流、藤原北家小山氏流など多様で、さらに明治新姓も多い。

## 紀伊国の鈴木氏

### 藤白鈴木氏

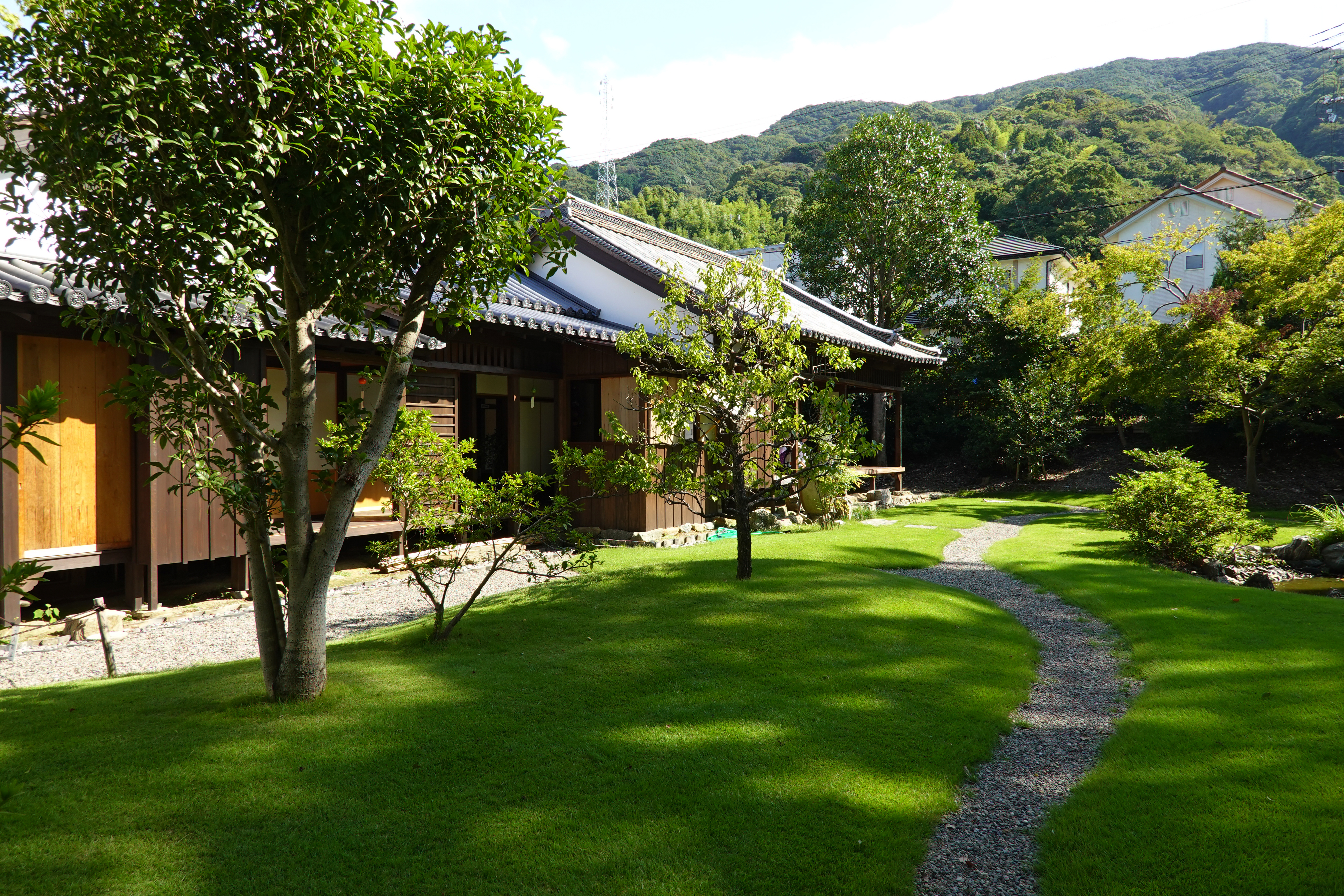
藤白神社境内地にある鈴木屋敷

紀伊国藤白（現在の和歌山県海南市）を拠点にした藤白鈴木氏は、紀伊国熊野の穂積氏の流れを汲み、12世紀頃に熊野から藤白に移り住んで以来、王子社（現在の藤白神社）の社家を代々務めた家である。全国に分流が広がる穂積姓鈴木氏中でも本宗家とみなされている家で、平安時代の末にこの鈴木氏から出た鈴木三郎重家・亀井六郎重清の兄弟は、源義経に郎党として仕え、陸奥国衣川で主君を守って戦死した。

### 雑賀鈴木氏
紀伊国十ヶ郷（現在の和歌山市西北部、紀ノ川河口付近北岸）の平井（和歌山市平井）あたりを本拠地としていた鈴木氏がある。同氏は前述の藤白鈴木氏の支流と称し、紀ノ川対岸の雑賀荘（現在の和歌山市街周辺）を中心に周辺の荘園の土豪たちが結集してつくっていた雑賀衆の有力な家系のひとつで、「雑賀孫市」の通称で知られる鈴木孫一が出て活躍した。

## 伊予国の鈴木氏
伊予国宇和島藩伊達家家臣に鈴木氏（後に穂積家）がいる。宇和島藩伊達家が仙台藩伊達家から分家する以前から伊達家に仕えていた譜代の家臣で、鈴木重麿は宇和島藩に思想としての国学を導入した人物である。明治維新後、重麿の子である重樹は穂積姓に復し、その次男の穂積陳重は日本初の法学博士の一人で貴族院議員（勅選）、男爵、枢密院議長となった。

## 三河国の鈴木氏

### 三河鈴木氏
三河国矢並（愛知県豊田市矢並町）を発祥とする三河鈴木氏は、藤白鈴木氏の支流を称する。家祖・鈴木重善は鈴木重家の親族で、鎌倉時代から南北朝時代の頃に三河へ土着したと伝えられる。室町時代に矢並を本拠として加茂郡一帯に勢力を広げて、三河西北部における有力国人として台頭し、戦国時代には、寺部（豊田市寺部町）、酒呑（豊田市幸海町）、足助（豊田市足助町）、則定（豊田市則定町）などの諸家に分かれていた。酒呑鈴木氏などの諸家が徳川氏に従い、江戸時代に至って江戸幕府の旗本となる。家康に従った鈴木重時・重好父子は、酒呑系の鈴木氏である。

### 松平氏支流の鈴木氏
三河国額田郡能見を本拠とした能見松平家の支流の出である松平親次は、脚の疾患のため三河に蟄居していたが、その子の重弘は母方の姓である鈴木姓を名乗り、徳川秀忠の右筆として仕え旗本となった。

## 伊豆国の鈴木氏
伊豆国田方郡江梨（静岡県沼津市）を拠点に勢力を張った江梨鈴木氏は、藤白鈴木氏の支流で、足利直義について敗走し伊豆に土着した鈴木繁伴を祖とする。鈴木繁宗のときに北条早雲に従い、以降は後北条氏の家臣として続いた。伊豆国賀茂郡稲取村のほか、武蔵国比企郡奈良郷にも一族が出た。

## 出羽国の鈴木氏
出羽国秋田藩の肝煎を代々務めた雄勝郡飯沢（秋田県羽後町）の鈴木家は、藤白鈴木氏の出である鈴木重家が衣川館で自害せずに落ち延びた子孫との伝承をもつ。その鈴木家の住宅「鈴木家住宅」は国の重要文化財に指定されている。

## 陸奥国の鈴木氏

### 小屋瀬鈴木家
陸奥国葛巻村高野城（岩手県葛巻町小屋瀬）の小屋瀬鈴木家は、藤白鈴木氏の支流で伊豆の江梨鈴木氏の後裔にあたり、盛岡藩の儒医などを輩出した。

### 近内の鈴木氏
陸奥国閉伊郡近内（岩手県宮古市）の鈴木氏は、藤白鈴木氏の出である鈴木重家が平泉を脱した後、源義経の命により横山八幡宮の宮司として残されたことに始まるとする伝承を持つ。